# Juan Roig Alfonso
Juan Roig Alfonso (València, 8 d'octubre de 1949) és un empresari valencià, conegut per ser el president executiu i màxim accionista de Mercadona. Els seus pares Francisco Roig Ballester i Trinidad Alfonso Mocholí van fundar Mercadona en 1977, dins del grup Cárnicas Roig; quatre anys més tard, en 1981, amb tres dels seus cinc germans, Juan Roig els va adquirir l'empresa. En 1991 va comprar la majoria de les accions de l'empresa als seus germans.
El conglomerat d'empreses encapçalades per Juan Roig s'expandeix fora del sector de l'alimentació, amb presència en la indústria de la rajola, la dels residus o la de les energies renovables. Va ser guardonat amb el Premi Príncep d'Astúries de l'Excel·lència Empresarial en 2009.

## Biografia
Juan Roig va néixer el 8 d'octubre de 1949 a València. Va estudiar a una escola jesuïta a València, després en un internat, i es va graduar en Ciències Econòmiques i Empresarials per la Universitat de València, encara que no va ser un estudiant destacat. També va graduar en el Programa d'Alta Direcció d'Empreses de l'IESE Business School (Universitat de Navarra). Els seus pares Francisco Roig i Trinidad Alfonso portaven una cadena de vuit carnisseries (Cárnicas Roig) a La Pobla de Farnals, més tard convertides en botigues d'ultramarins. Entre els seus cinc germans hi ha els també empresaris Francisco i Fernando Roig.
Juan Roig fa classes en una escola per a joves emprenedors els dissabtes. Li agrada jugar al pàdel i veure el bàsquet. A la universitat va conèixer a la seva dona, Hortensia Herrero, amb qui es va casar en 1973. Han tingut quatre filles: Amparo, les bessones Hortensia i Carolina i Juana, i tenen set nets. La seva dona és ara vicepresidenta de Mercadona i posseeix el 28% de les accions, que al costat del 50% que posseeix Juan Roig, entre tots dos posseeixen el 78% de les accions. Es diu que està a favor de la propietat familiar dels negocis, sempre que els membres de la família contribueixin positivament.
En l'àmbit personal, Juan Roig dona suport a emprenedors a través de Marina de Empresas, un dels principals pols d'empreses del Mediterrani. En aquest espai es troben tres iniciatives personals: l'Escola d'Empresaris EDEM, el Projecte Lanzadera i l'Angels Capital, dirigides a l'educació per ajudar a joves emprenedors a engegar els seus negocis i els ofereix espai en el Lanzadera Business Centre, a València. En aquests espais finança i forma empresaris i directius. També finança esportistes a través de la Fundació Trinidad Alfonso, i és accionista majoritari del València Basket Club.
En el pla polític, Juan Roig va fer dues donacions de 50 000 euros en 2005 i 2012 a la Fundació per a l'Anàlisi i els Estudis Socials (FAES), el think tank del Partit Popular. També ha donat diners a la fundació Mujeres por África, de María Teresa Fernández de la Vega, que va ser vicepresidenta del govern de José Luis Rodríguez Zapatero.
Se li atribueixen algunes frases controvertides com «a Espanya hem d'imitar la cultura del treball dur dels basars xinesos» i «no has de fer un treball que t'agradi, sinó que has de fer del teu treball una cosa que t'agradi fer».

## Reconeixements
El juny de 2007 va ser investit doctor honoris causa per la Universitat Politècnica de València. Ha estat president de l'Instituto de la Empresa Familiar i és vicepresident d'EDEM, president d'honor d'AECOC, vicepresident de l'Asociación Española de Autoservicios y Supermercados (ASEDAS) i membre fundador del Consejo Empresarial para la Competitividad.
Des de 2006 té l'Alta Distinció de la Generalitat Valenciana, la Gran Creu de l'Orde de Jaume I, en 2014 va ser nomenat Fill predilecte de la ciutat de València i en 2016 va rebre la Medalla d'Or al Mèrit en el Treball.